# Apistomyia anamalaiensis
Apistomyia anamalaiensis är en tvåvingeart som beskrevs av Alexander 1958. Apistomyia anamalaiensis ingår i släktet Apistomyia och familjen Blephariceridae. Inga underarter finns listade i Catalogue of Life.